# Suuri-Metiäinen
Suuri-Metiäinen är en ö i Finland. Den ligger i sjön Saimen och i kommunen Puumala i den ekonomiska regionen  S:t Michel och landskapet Södra Savolax, i den södra delen av landet, 230 km nordost om huvudstaden Helsingfors. Öns area är 23,7 hektar och dess största längd är 0,9 kilometer i nord-sydlig riktning.